# Pleurothallis tetroxys
Pleurothallis tetroxys är en orkidéart som beskrevs av Carlyle August Luer. Pleurothallis tetroxys ingår i släktet Pleurothallis och familjen orkidéer. Inga underarter finns listade i Catalogue of Life.